# Обретіння
Обретіння (також Віднайдення голови Івана Предтечі) — свято на честь першого і другого знайдення голови Івана Хрестителя, попередника Ісуса Христа, що пророкував його пришестя.

## Історія страти
Відповідно до Нового Заповіту, Ірод Антипа, правитель Галілеї під час Римської імперії, ув'язнив Івана Хрестителя за те, що той публічно докоряв Іроду за розлучення з першою дружиною та незаконне взяття невістки (дружини свого брата) як другу дружину Іродіаду. Потім він наказав убити його, відтявши голову. Ця подія також вшановується християнами 29 серпня (Усікновення голови Івана Хрестителя).
Як небіблійне джерело, єврейський історик Йосип Флавій також розповідає, що Ирод ув'язнив і вбив Івана, однак він зазначає, що справжньою причиною, яку Ірод мав для цього, був «великий вплив Івана на людей», який міг переконати «підняти повстання (бо вони, здавалося, були готові зробити все, що він порадить)». Далі Йосип Флавій стверджує, що багато євреїв вірили, що військова катастрофа, яка згодом спіткала Ірода, була Божою карою за його неправедне ставлення до Івана.

## Перше і друге знайдення
Згідно з церковним переказом, після страти Іоанна Хрестителя його учні поховали його тіло в Севастії (сьогодні територія Палестини), за винятком голови, яку Іродіада взяла і поховала в купі гною. Пізніше свята Йоанна, яка була одружена з домоправителем Ірода, таємно взяла його голову і поховала її на Оливній горі, де вона залишалася захованою протягом століть.
Вважається, що перша знахідка відбулася в четвертому столітті. Майно на Оливній горі, де була похована голова, зрештою перейшло у володіння урядовця, який став ченцем на ім’я Інокентій. Він збудував там церкву та чернечу келію. Коли він почав копати фундамент, була знайдена посудина з головою Іоанна Хрестителя, але, боячись, що реліквія може стати жертвою наруги з боку невіруючих, він знову сховав її на тому самому місці, де її знайшли. Після його смерті церква занепадає і була зруйнована.
Кажуть, що друга знахідка відбулася в 452 році. За часів Костянтина Великого двоє ченців під час паломництва до Єрусалиму, як повідомляється, бачили видіння Івана Хрестителя, який відкрив їм місце розташування своєї голови. Вони розкрили реліквію, поклали її в мішок і пішли додому. По дорозі вони зустріли безіменного гончаря і дали йому нести мішок, не сказавши, що це таке. Йому явився Іоанн Хреститель і наказав тікати від недбалих і ледачих ченців, з тим, що він тримав у руках. Він так і зробив і забрав голову з собою додому. Перед смертю він поклав його в контейнер і віддав сестрі. Через деякий час нею заволодів ієромонах на ім'я Євстафій, аріанин, який використовував її для залучення послідовників свого вчення. Він закопав голову в печері біля Емеси. Згодом на цьому місці був побудований монастир. У 452 році святий Іоанн Хреститель явився архімандриту цього монастиря Марцеллію і вказав, де схована його голова в закопаному в землю посудині. Реліквія була привезена в місто Емеса , а потім перенесена в Константинополь.

## Пов'язані події
Вшановують ще третє знайдення голови Івана Хрестителя, яке припадає на 25 травня.